# University of New South Wales

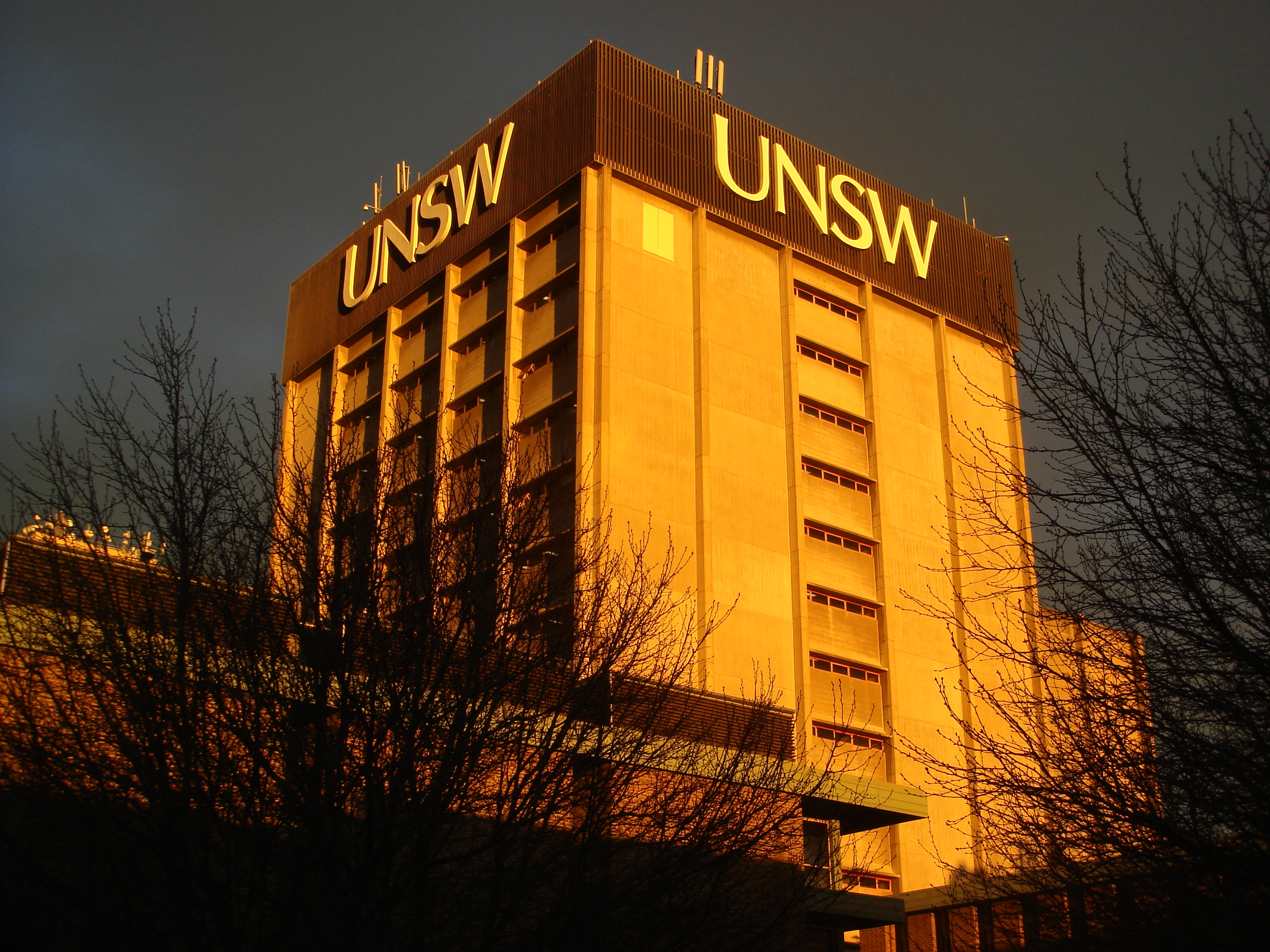
Bibliotheksgebäude der UNSW

Die University of New South Wales (UNSW; deutsch „Universität von Neusüdwales“) ist eine Universität in der australischen Stadt Sydney. Sie wurde im Jahr 1949 gegründet und wird (Stand 2020) von rund 63.000 Studenten besucht. Der Hauptcampus befindet sich im Ostteil der Stadt im Stadtteil Kensington.
Heute ist die UNSW eine der angesehensten Lehr- und Forschungsinstitutionen Australiens und gehört zur Group of Eight, einer Vereinigung der acht führenden australischen Universitäten. Sie genießt einen besonders guten Ruf in ingenieurwissenschaftlichen Disziplinen. Laut Times Higher Education Supplement (THES) gehört die UNSW zu den weltweit 20 besten Universitäten der Ingenieurwissenschaften. Das MBA-Programm der an der Universität beheimateten Australian School of Business liegt auf Platz 39. Die Universität als Ganzes wurde im Jahr 2006 von THES auf Platz 41 sowie von Newsweek auf Platz 64 weltweit eingestuft.

## Partnerhochschulen
Es gibt über 300 internationale Partnerschaften, darunter in deutschsprachigen Ländern:

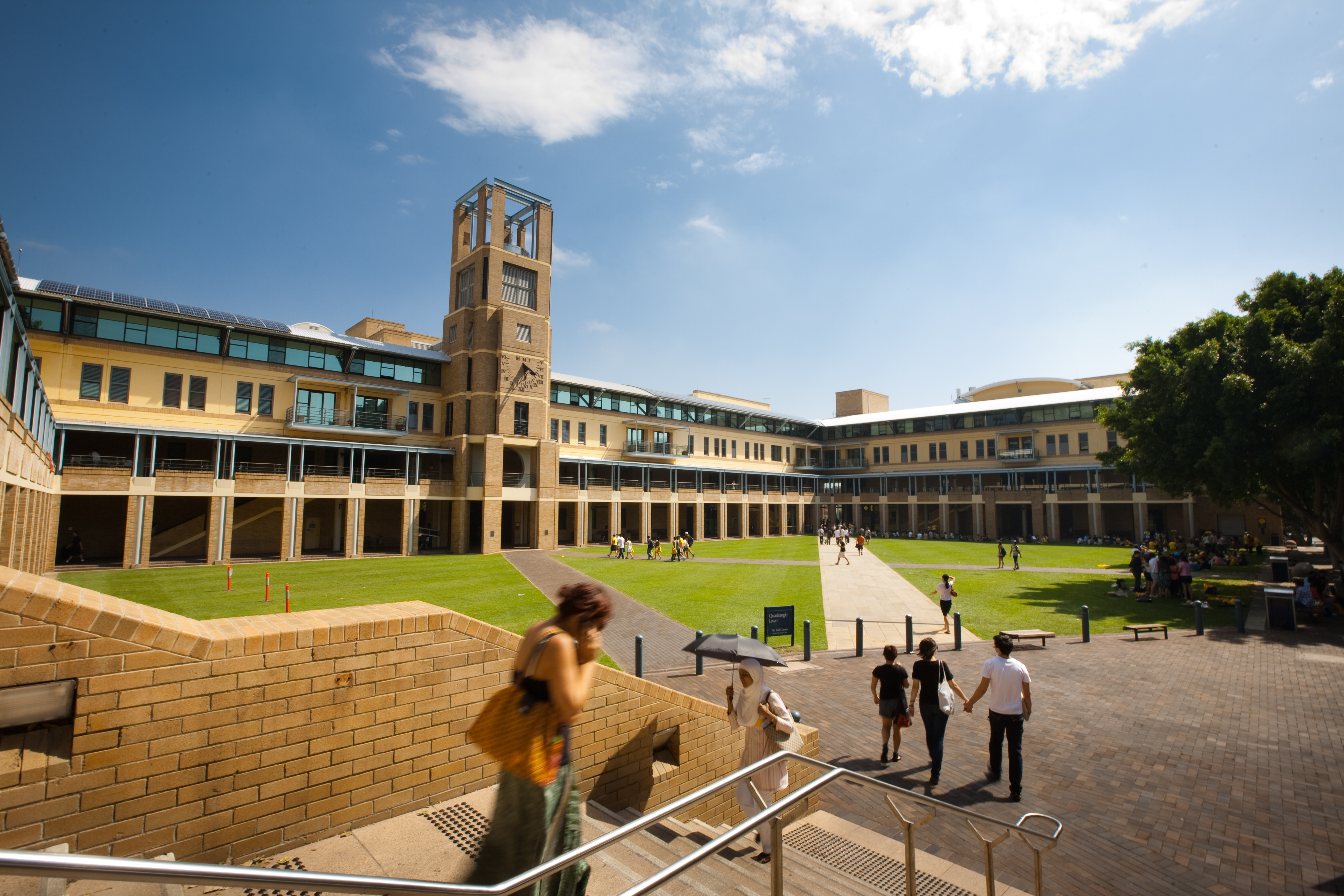
Das Quadrangle Building

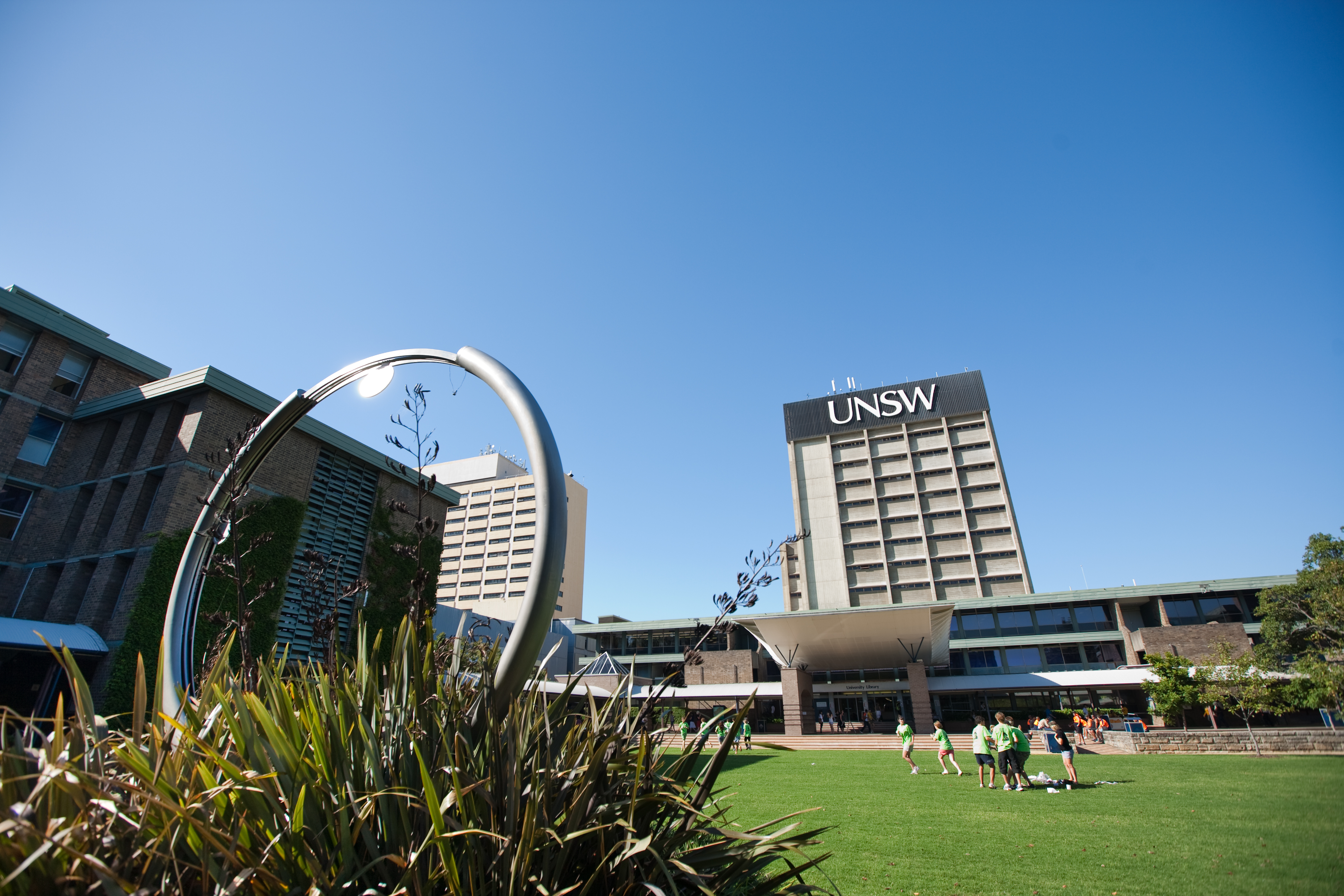
Blick auf die Grünfläche vor der Bibliothek

### Deutschland
- Bauhaus-Universität Weimar
- Universität der Künste Berlin
- Bucerius Law School
- EBS Universität für Wirtschaft und Recht
- Frankfurt School of Finance & Management
- Freie Universität Berlin
- Hochschule für Angewandte Wissenschaften Hamburg
- Hochschule für angewandte Wissenschaften München
- Humboldt-Universität zu Berlin
- Ludwig-Maximilians-Universität München
- Hochschule Reutlingen
- Technische Universität Berlin
- Technische Universität München
- Rheinische Friedrich-Wilhelms-Universität Bonn
- Albert-Ludwigs-Universität Freiburg
- Universität Mannheim
- Eberhard Karls Universität Tübingen
- WHU – Otto Beisheim School of Management

### Österreich
- Universität Salzburg
- Montanuniversität Leoben
- Wirtschaftsuniversität Wien

### Schweiz
- EPFL Lausanne
- ETH Zürich
- Universität Genf
- Universität Lausanne
- Universität Zürich
- Zürcher Hochschule der Künste

## Persönlichkeiten
- Gladys Berejiklian (* 1970), Politikerin, 2017 bis 2021 Premierministerin von New South Wales, 2001 Master an der UNSW
- Scott Morrison (* 1968), Politiker, 2018 bis 2022 Premierminister Australiens, Bachelorabschluss an der UNSW